# Nguyễn Thị Chiên
Nguyễn Thị Chiên (1930 – 2016) là một sĩ quan của Quân đội Nhân dân Việt Nam, hàm Trung tá. Bà là nữ Anh hùng Lực lượng vũ trang nhân dân đầu tiên của quân đội Việt Nam.

## Cuộc đời
Nguyễn Thị Chiên sinh năm 1930 tại xóm Trại Đồng, xã Tân Tiến (nay là thị trấn Kiến Xương, huyện Kiến Xương, tỉnh Thái Bình). Gia đình bà vốn có 5 người con, nhưng 4 trong số đó đã qua đời trong Nạn đói năm Ất Dậu. Từ nhỏ, bà đã phải làm nhiều công việc để trang trải cuộc sống. Đến năm 15 tuổi, bà bắt đầu tham gia hoạt động du kích tại địa phương, là trung đội trưởng đội nữ du kích xã Tán Thuật (Kiến Xương, Thái Bình).

## Quân nghiệp
Năm 1946 đến năm 1952, Nguyễn Thị Chiên tham gia xây dựng cơ sở kháng chiến ở 5 thôn, xây dựng và chỉ huy Đội du kích xã Tán Thuật (nay là thị trấn Thanh Nê) đánh địch ,chống càn phá giao thông đường 39, phá tề. Bà đã tiêu diệt, làm bị thương và bắt 15 quân địch .
Tháng 4 năm 1950, trong khi đưa cán bộ về hoạt động tại xã, bà bị quân địch bắt, dụ dỗ và tra tấn suốt 3 tháng rưỡi. Nhưng bà vẫn trung thành, không khai báo .
Tháng 10 năm 1951, trong một trận phục kích đánh địch trên đường 39, bà đã bắn 1 quân địch, bắt sống được 6 lính địch, thu được 4 khẩu súng
Tháng 12 năm 1951, khi quân đội Pháp lùng sục vào làng, Bà đã chỉ huy du kích bất ngờ xông ra bắt sống 4 tên lính Pháp.
Trong đợt thi đua từ 19-5 đến 19-12-1951, đơn vị du kích của bà đã thắng 10 trận, tự tay bà thu được 15 súng và bắt sống 12 địch và trong đó có 1 quan chức của Pháp. 
Năm 1952, Nguyễn Thị Chiên được bầu là chiến sĩ thi đua toàn quốc. Bà là người phụ nữ Việt Nam đầu tiên được nhà nước Việt Nam Dân chủ Cộng hòa tuyên dương Anh hùng lực lượng vũ trang nhân dân. Sau Đại hội Anh hùng và Chiến sĩ Thi đua toàn quốc, Anh hùng Nguyễn Thị Chiên được cử tham gia đoàn đại biểu Việt Nam đi dự Đại hội Hòa bình châu Á – Thái Bình Dương tại Bắc Kinh (Trung Quốc), Đại hội Hòa bình Thế giới tại Áo.
Bà được Chủ tịch Hồ Chí Minh tặng một khẩu súng ngắn. Dưới bút danh C.B. Chủ tịch Hồ Chí Minh đã viết bài "Nguyễn Thị Chiên" đăng trên báo Nhân Dân nêu bật tấm gương của bà. Đến năm 1953, bà mới chính thức gia nhập Quân đội Nhân dân Việt Nam.
Sau kháng chiến chống Pháp, bà Nguyễn Thị Chiên về công tác tại Cục Chính trị, Quân khu Thủ đô. Bà được phong quân hàm trung tá năm vào năm 1984.
Nguyễn Thị Chiên qua đời vào lúc 8h20 phút sáng ngày 1/6/2016, tại Bệnh viện Đa khoa Đức Giang (Long Biên, Hà Nội), hưởng thọ 87 tuổi.

## Khen thưởng
- Ngày 19 tháng 05 năm 1952, bà là 1 trong 4 chiến sĩ đầu tiên được phong tặng danh hiệu Anh hùng Quân đội, là chiến sĩ nữ đầu tiên được phong danh hiệu này.
- Huân chương Quân công hạng Ba [1],
- Huân chương Chiến công hạng Nhất,
- 2 Huân chương Kháng chiến hạng Nhất

## Ghi Chú
1. 1 2 3 4  Trần Đương (ngày 9 tháng 3 năm 2012). "Gặp anh hùng Nguyễn Thị Chiên". Báo Người Hà Nội, Hội liên hiệp văn học nghệ thuật Hà Nội. Bản gốc lưu trữ ngày 15 tháng 6 năm 2012. Truy cập ngày 6 tháng 2 năm 2013.
2. ↑  Theo Bảo tàng Lịch sử Quân sự Việt Nam
3. ↑  Nguyễn Thị Chiên - nữ Anh hùng đầu tiên của Quân đội nhân dân Việt Nam